# Oussama Mahrous
Oussama Mahrous (en arabe : أسامة محروس), né le 7 juin 1995 à Casablanca (Maroc), est un footballeur marocain jouant au poste de milieu de terrain au Wydad AC.

## Biographie

### En club
Oussama Mahrous naît à Casablanca et commence le football professionnel en deuxième division marocaine avec le CCR Salmi. Lors de la saison 2019-2020, il termine le championnat à la cinquième place de la deuxième division.
Le 30 novembre 2020, il s'engage librement à l'Olympique de Safi en signant un contrat de trois saisons,.